# Société valdôtaine des autocars publics
La Société valdôtaine des autocars publics (SVAP), est la société coopérative gérant le transport en commun de la ville d'Aoste et des communes limitrophes de la plaine aostoise.
Le siège de la société est situé en localité Plan-Félinaz, dans la commune de Charvensod.
Née à la fin de 1972 et devenue opérative dès le 1er janvier 1973, elle a été choisie en tant que société concessionnaire par l'administration régionale de la Vallée d'Aoste pour desservir la plaine aostoise. Les dispositions des statuts régionaux indiquent que les pouvoirs régionaux doivent s'occuper de gérer le transport en commun local.
En ce qui concerne les lignes interrégionales, l'entreprise concessionnaire est la SAVDA.
Le parc autocars, ne comprenant au début que 15 exemplaires, en compte aujourd'hui plus de 40 avec une vie moyenne de 6,5 ans.
En 2007, la SVAP a acheté treize autobus écologiques à gaz naturel pour 3.441.000 euros. La région Vallée d'Aoste a contribué avec 3 millions d'euros. Les nouveaux autobus sont verts avec une image d'un bouquetin.

## Liste des lignes
La gare routière d'Aoste se situe au parking « Georges Carrel », près de la place de la gare (place Innocent Manzetti).

### Lignes urbaines et suburbaines
- Ligne 1 : Aoste (Gare ferroviaire, place Innocent Manzetti) - Pollein - Brissogne - Neyran (Brissogne) ;
- Ligne 2 : Aoste (Gare ferroviaire, place Innocent Manzetti) - Bettex (Aymavilles) ;
- Ligne 3 : Montan (Sarre) - Aoste - Hôpital Beauregard ;
- Ligne 4 : Chez-Roncoz (Gignod) - Variney (Gignod) - Signayes (Aoste) - Aoste - Charvensod ;
- Ligne 5 : Place Bataillon Cervin (Quartier de la Doire - Aoste) - Pont-Suaz (Charvensod) - Gressan - Pompiod (Jovençan) ;
- Ligne 6 : Aoste (Gare ferroviaire, place Innocent Manzetti) - Porossan (Aoste) - Roisan - Chez-Roncoz (Gignod) ;
- Ligne 7 : Aoste (Gare ferroviaire, place Innocent Manzetti) - Oveillan (Sarre) ;
- Ligne 8A : Villair de Quart - Place Bruno Salvadori (Saint-Martin-de-Corléans) - Cimetière d'Aoste ;
- Ligne 8B : Les Halles d'Aoste (L'Île-des-lapins, Pollein) - Place Bruno Salvadori (Saint-Martin-de-Corléans) ;
- Ligne 9 : Aoste (Gare ferroviaire, place Innocent Manzetti) - Sorreley (Saint-Christophe) ;
- Ligne 10A et 10B : Aoste (Gare routière) - Rue des Bouleaux (Aoste) - Pléod - Duvet ;
- Ligne 12 : Villair de Quart - Neyran - Grand-Brissogne ;
- Lignes 13 et B : Aoste (Gare ferroviaire, place Innocent Manzetti) - Excenex - Planet - Gignod ;
- Lignes 14A et B : Aoste (Gare ferroviaire, place Innocent Manzetti) - Saint-Christophe - Villair de Quart ;
- Ligne 16 : Aoste (Gare ferroviaire, place Innocent Manzetti) - Assessorat régional de l'agriculture (région Amérique, Quart) ;
- Ligne 19 : Aoste (Gare ferroviaire, place Innocent Manzetti) - Villefranche ;
- Navette rouge : Aoste (Gare ferroviaire, place Innocent Manzetti) - Hôpital régional (3, av. de Genève, Aoste) ;
- Navette verte : Préfecture de police (av. du Bataillon Aoste) - Rue du val Clavalité (Aoste)
- Service de transport à la demande AllôBus[1] et AllôNuit (de 20h à 6h).